# Moryntsi
Moryntsi (en ukrainien : Моринці) est un village de l'oblast de Tcherkassy, en Ukraine.
La localité est surtout connue pour être le lieu de naissance du poète ukrainien Taras Chevtchenko en 1814. La maison paysanne dans laquelle il est né a été restaurée et sert de musée.